# Rejon tarnopolski
Rejon tarnopolski (ukr. Тернопільський район) – rejon obwodu tarnopolskiego Ukrainy. Siedzibą władz rejonowych jest Tarnopol.
Rejon został utworzony 17 lipca 2020 w związku z reformą podziału administracyjnego Ukrainy na rejony. Na czele państwowej administracji rejonu tarnopolskiego w obwodzie tarnopolskim stoi J. Matviychuk (Я.Матвійчук).

## Podział administracyjny rejonu
Rejon tarnopolski od 2020 roku dzieli się na terytorialne hromady:

- Hromada Bajkowce (Байковецька громада)
- Hromada Brzeżany (Бережанська громада)
- Hromada Biała (Білецька громада)
- Hromada Berezowica Wlk. (Великоберезовицька гр.)
- Hromada Borki Wielkie (Великобірківська гр.)
- Hromada Gaje Wielkie (Великогаївська громада)
- Hromada Załoźce (Залозецька громада)
- Hromada Zbaraż (Збаразька громада)
- Hromada Zborów (Зборівська громада)
- Hromada Złotniki (Золотниківська громада)
- Hromada Iwanówka (Іванівська громада)
- Hromada Kozowa (Козівська громада)
- Hromada Kozłów (Козлівська громада)
- Hromada Kupczyńce (Купчинецька громада)
- Hromada Mikulińce (Микулинецька громада)
- Hromada Narajów (Нараївська громада)
- Hromada Jezierna (Озернянська громада)
- Hromada Podwołoczyska (Підволочиська гр.)
- Hromada Podhajce (Підгаєцька громада)
- Hromada Podhorodne (Підгороднянська гр.)
- Hromada Sarańczuki (Саранчуківська громада)
- Hromada Skałat (Скалатська громада)
- Hromada Skoryki (Скориківська громада)
- Hromada Trembowla (Теребовлянська громада)
- Hromada Tarnopol (Тернопільська громада)